# Jonathan Bennett
Jonathan D. Bennett (Rossford, Ohio, 10 de juny de 1981) és un actor nord-americà, conegut per interpretar Aaron Samuels a la pel·lícula Mean Girls, i pels seus papers en la sèrie de televisió Veronica Mars i All My Children.

## Joventut
Té dos germans i una germana (Brian, Brent, i Lisa Bennett). Primer va intentar actuar en una obra de teatre en el setè grau, mentre vivia a Carolina del Nord. Poc després, es va traslladar a Rossford, on va anar a l'Escola Secundària Rossford. Es va graduar el 1999 i va anar a la universitat Otterbein, on va estudiar teatre. Després d'abandonar la universitat es va traslladar a Nova York per dedicar-se a l'actuació.

## Carrera
Després de mudar-se a Nova York, va aparèixer a la telenovel·la All My Children com a JR Chandler (2001-2002). Des de llavors, ha tingut papers com a convidat en diverses sèries de televisió, entre les quals Law & Order: Special Victims Unit, Smallville i Veronica Mars. Va interpretar Aaron Samuels, interès amorós del personatge de Lindsay Lohan, a la reeixida pel·lícula Mean Girls, i posteriorment va aparèixer en les pel·lícules Cheaper by the Dozen 2 amb Hilary Duff i Lovewrecked amb Amanda Bynes. Bennett va aparèixer a la sèrie de televisió en format vídeo The Dukes of Hazzard: The Beginning, en què va interpretar Bo Duke. També el 2009, va aparèixer com a Nick en la pel·lícula original de Hallmark Elevator Girl. La pel·lícula era coprotagonitzada per Lacey Chabert (amb qui va coprotagonitzar a Mean Girls) i Ryan Merriman.
Bennett va sortir a la campanya de publicitat Declare Yourself per fomentar la inscripció de votants joves per a l'elecció presidencial dels Estats Units de 2008. En els anuncis del fotògraf David LaChapelle, Bennett té tres cargols a través dels llavis superior i inferior, simbòlicament mantenint la boca tancada.
El 2009, Bennett va actuar a National Lampoon Van Wilder: Freshman Year, que va ser publicat directament en DVD.